# فیلیپو ماگنینی
فیلیپو ماگنینی (به انگلیسی: Filippo Magnini) (زادهٔ ۲ فوریهٔ ۱۹۸۲) شناگر اهل ایتالیا است.